# Trochalus fulvus
Trochalus fulvus är en skalbaggsart som beskrevs av Moser 1916. Trochalus fulvus ingår i släktet Trochalus och familjen Melolonthidae. Inga underarter finns listade i Catalogue of Life.